# Михей (Хархаров)
Архиепископ Михе́й (в миру Александр Александрович Хархаров; 6 марта 1921, Петроград — 22 октября 2005, Ярославль) — епископ Русской православной церкви; архиепископ Ярославский и Ростовский.

## Начало церковной деятельности
Родился в религиозной рабочей семье. С отроческих лет прислуживал в Спасо-Преображенском соборе, а позже в Лаврской киновии, где познакомился с Иоанном (Вендландом), будущим митрополитом Ярославским и Ростовским.
В 1939 году переехал в Ташкент, где в 1940 году по благословению своего духовного отца архимандрита Гурия (Егорова) поступил в медицинский институт. В 1942—1946 годах служил радиотелеграфистом в Красной армии. Участвовал в снятии блокады Ленинграда, воевал в Эстонии, Чехословакии, дошёл до Берлина. За боевые заслуги был награждён медалями.

## Монах и священник
С мая 1946 года — послушник Троице-Сергевой лавры, наместником которой был архимандрит Гурий. В 1946 году, после епископской хиротонии своего духовного отца, вместе с ним уехал в Ташкентскую епархию. 1 января 1947 года пострижен в монашество, с 5 января — иеродиакон, с 1948 года — иеромонах.
В 1951 году окончил Московскую духовную семинарию. С 1951 года — ключарь кафедрального собора в Ташкенте и казначей епархиального управления. С 1953 года исполнял эти же обязанности в Саратовской, с 1956-го — в Днепропетровской, с 1960-го — в Минской епархии. Назначения были связаны с назначениями владыки Гурия, который в 1940—1960-х годах сменил несколько епархий. В 1958—1960 годах был секретарём владыки Гурия. Около года состоял в братии Глинской пустыни.
В 1963—1969 годах — архимандрит, наместник Жировицкого монастыря Минской епархии. Был снят с должности за благожелательное отношение к архиепископу Ермогену (Голубеву), сосланному в монастырь за защиту церковных интересов. Был переведён на сельский приход в Ярославскую епархию, которой к тому времени управлял владыка Иоанн (Вендланд).

### Служение в Ярославской епархии

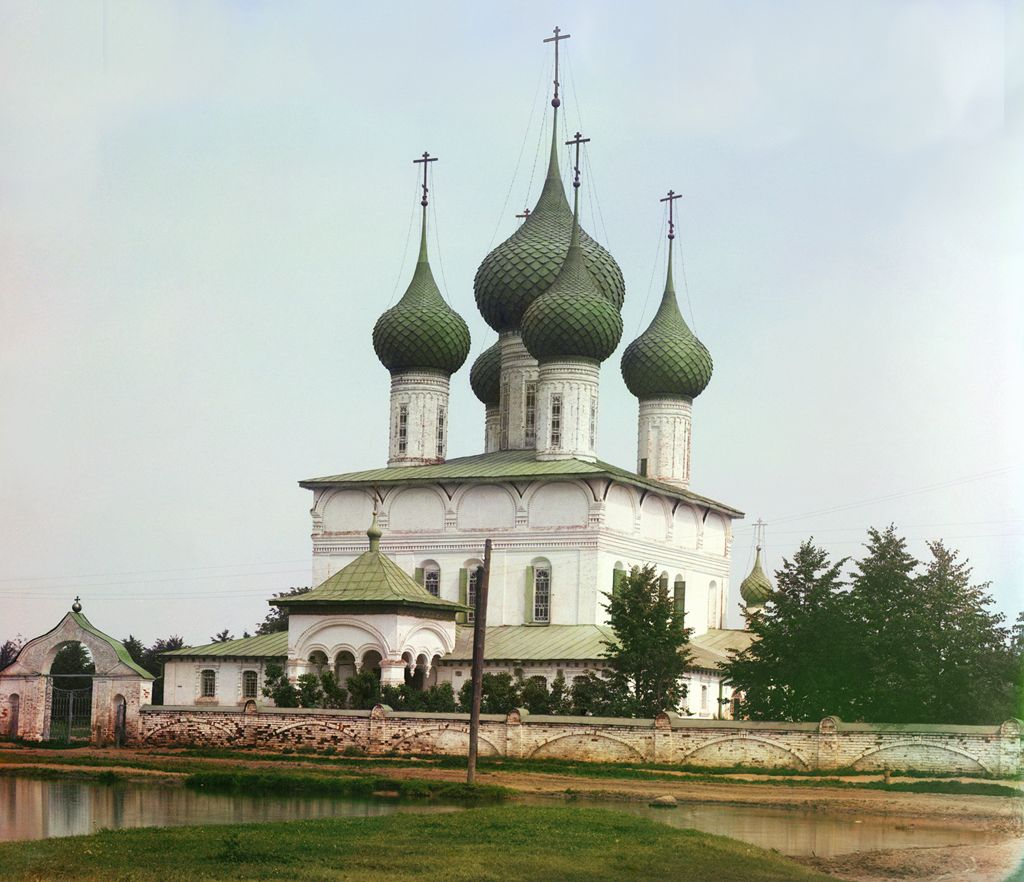
Феодоровский собор, где священствовал Михей

С августа 1969 года — настоятель церкви Иоанна Предтечи села Бабурино Даниловского района Ярославской области.
С 1970 года — настоятель Успенской церкви города Рыбинска.
С октября 1972 года — также благочинный церквей Рыбинского благочиннического округа.
С 1975 года — настоятель Воскресенского собора города Тутаева.
С сентября 1975 года — штатный священник Феодоровского кафедрального собора города Ярославля. В 1982—1989 — настоятель этого собора.
В 1989—1991 — настоятель Петропавловской церкви села Петрово.

## Архиерей
2 ноября 1993 года постановлением Священного синода определено быть епископом Ярославским и Ростовским. 17 декабря в Феодоровском кафедральном соборе города Ярославля хиротонисан во епископа Ярославского и Ростовского.

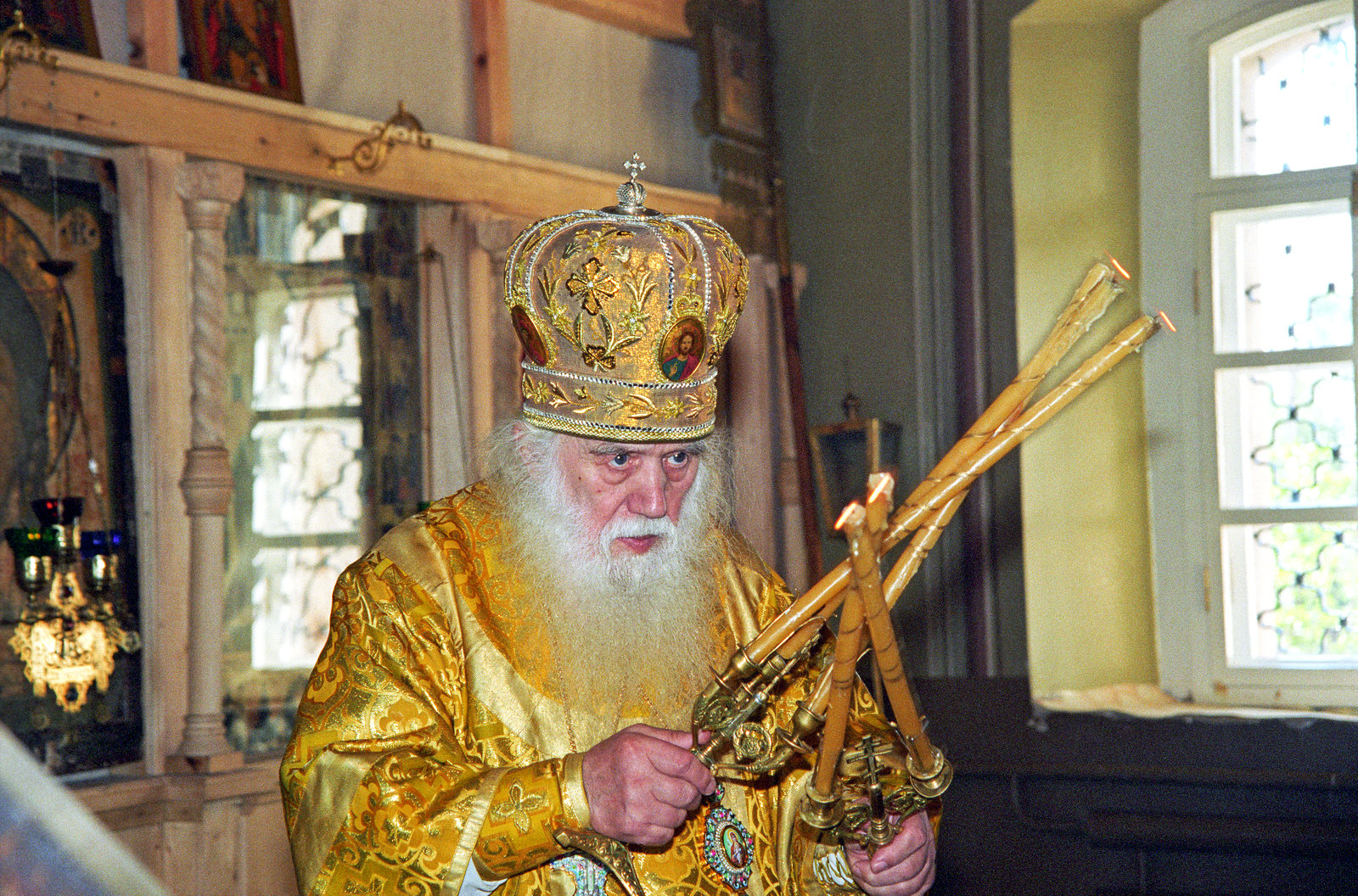
Литургия в Никольском монастыре Переяславля-Залесского, 1999 год

25 февраля 1995 года возведён в сан архиепископа.
В период его управления епархией церкви возвращались её святыни, восстанавливались храмы и монастыри. Под его руководством в епархии были собраны материалы для канонизации 82 ярославских священнослужителей и мирян, пострадавших в годы гонений. Пользовался любовью верующих.

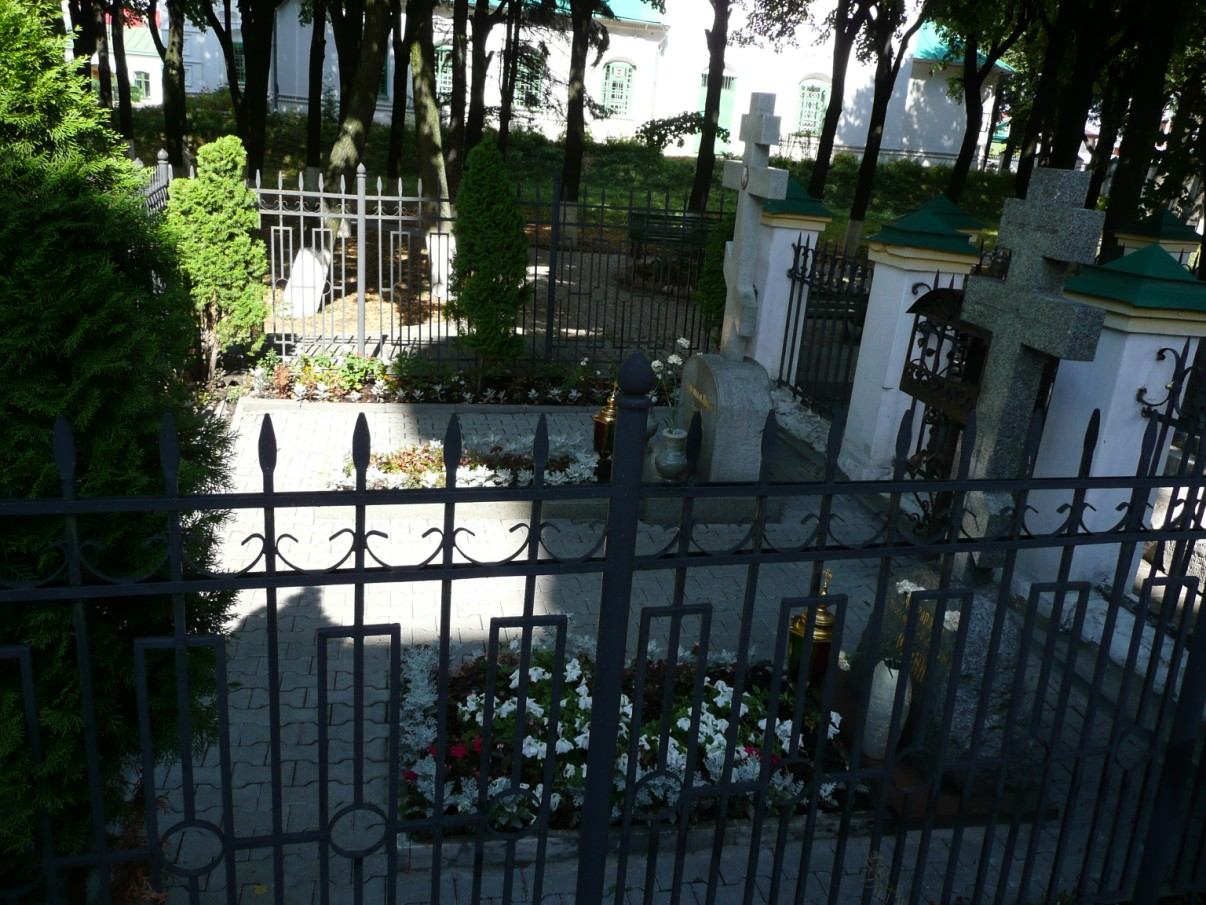
Могилы владык Иоанна и Михея

7 октября 2002 года постановлением Священного синода освобождён от управления епархией с увольнением на покой в связи c тяжёлой болезнью, с выражением благодарности за ревностные пастырские и архипастырские труды, понесённые на Ярославской земле.
До последних дней своей жизни служил в ярославском Казанском монастыре, в Фёдоровском кафедральном соборе и в других храмах.
Скончался 22 октября 2005 года. Похоронен у Фёдоровского кафедрального собора, рядом с могилой митрополита Иоанна (Вендланда).
5 марта 2021 года в актовом зале Минской духовной семинарии прошёл вечер памяти архиепископа Ярославского и Ростовского Михея (Хархарова), приуроченный ко 100-летию со дня его рождения.

## Награды
- Орден Почёта (2000) — за большой вклад в укрепление гражданского мира и возрождение духовно-нравственных традиций[3]
- Медаль «За взятие Берлина»
- Медаль «За оборону Ленинграда»

Был награждён также орденом преподобного Сергия Радонежского всех степеней, орденом святого благоверного князя Даниила Московского I и II степени, орденом Святого Равноапостольного князя Владимира I степени. Был почётным гражданином Ярославля.